# The Abbey Road Sessions (album de Kylie Minogue)
Albums de Kylie Minogue
Aphrodite
(2010) Kiss Me Once
(2014)
Singles
1. Flower
Sortie : 25 septembre 2012

The Abbey Road Sessions est une réédition de tous les plus grands succès de la chanteuse australienne Kylie Minogue en version acoustique, sortie le 24 octobre 2012.
The Abbey Road Sessions est paru en CD ainsi qu'en vinyle 33 tours.

## Liste des pistes
1. All the Lovers
2. On a Night Like This
3. Better the Devil You Know
4. Hand on Your Heart
5. I Believe in You
6. Come into My World
7. Finer Feelings
8. Confide in Me
9. Slow
10. Locomotion
11. Can't Get You Out of My Head
12. Where the Wild Roses Grow
13. Flower
14. I Should Be So Lucky
15. Love at First Sight
16. Never Too Late